# Ligue mondiale de water-polo
Pour les articles homonymes, voir Ligue mondiale.
La Ligue mondiale de water-polo est créée en 2002 afin de profiter de la popularité croissante du water-polo, particulièrement en Europe, en Amérique du Nord et en Australie. Le tournoi masculin, créé en premier, oppose les meilleures sélections nationales mondiales avec pour but une récompense pécuniaire de 500 000 dollars. Un tournoi féminin est instauré en 2004 pour satisfaire l'intérêt grandissant d'un sport féminin introduit en 2000 au programme des Jeux olympiques.
Organisé par la Fédération internationale de natation, la Ligue mondiale se déroule en deux parties. La première, sélective, oppose entre elles les nations dans plusieurs régions du monde (les zones Amériques, Asie-Océanie et Europe). Après un mini-championnat, la ou les meilleures équipes de chaque zone sont qualifiées pour participer à une seconde phase : la « super finale ». Lors de celle-ci, les équipes qualifiées s'affrontent dans deux groupes. Les meilleures d'entre elles sont qualifiées pour une ultime phase de compétition disputée sous la forme d'un tableau final (des quarts de finale à la finale).
Les infrastructures utilisées pour accueillir ce tournoi sont soumises à des exigences strictes afin de maximiser l'intérêt médiatique. De même, certaines règles diffèrent afin de rendre plus spectaculaire le jeu et d'encourager les « gros » scores. Un match est partagé en quarts-temps de neuf minutes, séparés par une pause de 10 minutes entre les deuxième et troisième périodes de jeu. Une séance de tirs au but est organisée en cas d'égalité à la fin du temps réglementaire.

## Palmarès

### Compétition masculine
| Année        | Lieu                          | Vainqueur            | Deuxième             | Troisième  |
| ------------ | ----------------------------- | -------------------- | -------------------- | ---------- |
| 2002 Détails | Grèce Patras                  | Russie               | Espagne              | Hongrie    |
| 2003 Détails | États-Unis New York           | Hongrie              | Italie               | États-Unis |
| 2004 Détails | États-Unis Long Beach         | Hongrie              | Serbie-et-Monténégro | Grèce      |
| 2005 Détails | Serbie-et-Monténégro Belgrade | Serbie-et-Monténégro | Hongrie              | Allemagne  |
| 2006 Détails | Grèce Athènes                 | Serbie-et-Monténégro | Espagne              | Grèce      |
| 2007 Détails | Allemagne Berlin              | Serbie               | Hongrie              | Australie  |
| 2008 Détails | Italie Gênes                  | Serbie               | États-Unis           | Australie  |
| 2009 Détails | Monténégro Podgorica          | Monténégro           | Croatie              | Serbie     |
| 2010 Détails | Serbie Niš                    | Serbie               | Monténégro           | Croatie    |
| 2011 Détails | Italie Florence               | Serbie               | Italie               | Croatie    |
| 2012 Détails | Kazakhstan Almaty             | Croatie              | Espagne              | Italie     |
| 2013 Détails | Russie Tcheliabinsk           | Serbie               | Hongrie              | Monténégro |
| 2014 Détails | Émirats arabes unis Dubaï     | Serbie               | Hongrie              | Monténégro |
| 2015 Détails | Italie Bergame                | Serbie               | Croatie              | Bresil     |
| 2016 Détails | Chine Huizhou                 | Serbie               | États-Unis           | Grèce      |
| 2017 Détails | Russie Ruza                   | Serbie               | Italie               | Croatie    |
| 2018 Détails | Hongrie Budapest              | Monténégro           | Hongrie              | Espagne    |
| 2019 Détails | Serbie Belgrade               | Serbie               | Croatie              | Australie  |
| 2021 Détails | Géorgie Tbilissi              | Monténégro           | États-Unis           | Grèce      |
| 2022 Détails | France Strasbourg             | Italie               | États-Unis           | Espagne    |
| 2023 Détails |                               |                      |                      |            |

Tableau des médailles
| Rang | Nation               | Or | Argent | Bronze | Total |
| ---- | -------------------- | -- | ------ | ------ | ----- |
| 1    | Serbie               | 10 | 0      | 1      | 11    |
| 2    | Monténégro           | 3  | 1      | 2      | 6     |
| 3    | Hongrie              | 2  | 5      | 1      | 8     |
| 4    | Serbie-et-Monténégro | 2  | 1      | 0      | 3     |
| 5    | Croatie              | 1  | 3      | 3      | 7     |
| 6    | Italie               | 1  | 3      | 1      | 5     |
| 7    | Russie               | 1  | 0      | 0      | 1     |
| 8    | États-Unis           | 0  | 4      | 1      | 5     |
| 9    | Espagne              | 0  | 3      | 2      | 5     |
| 10   | Grèce                | 0  | 0      | 4      | 4     |
| 11   | Australie            | 0  | 0      | 3      | 3     |
| 12   | Allemagne            | 0  | 0      | 1      | 1     |
| -    | Brésil               | 0  | 0      | 1      | 1     |

* : l'équipe de Serbie-et-Monténégro se divise en 2006 entre l'équipe du Monténégro et celle de Serbie. Les trophées se trouvent à Belgrade.

### Compétitions féminines
| Année        | Lieu                   | Vainqueur  | Deuxième   | Troisième  |
| ------------ | ---------------------- | ---------- | ---------- | ---------- |
| 2004 Détails | États-Unis Long Beach  | États-Unis | Hongrie    | Italie     |
| 2005 Détails | Russie Kirishi         | Grèce      | Russie     | Australie  |
| 2006 Détails | Grèce Athènes          | États-Unis | Italie     | Russie     |
| 2007 Détails | Canada Montréal        | États-Unis | Australie  | Grèce      |
| 2008 Détails | Espagne Santa Cruz     | Russie     | États-Unis | Australie  |
| 2009 Détails | Russie Kirichi         | États-Unis | Canada     | Australie  |
| 2010 Détails | États-Unis La Jolla    | États-Unis | Australie  | Grèce      |
| 2011 Détails | Chine Tianjin          | États-Unis | Italie     | Australie  |
| 2012 Détails | Chine Changshu         | États-Unis | Australie  | Grèce      |
| 2013 Détails | Chine Pékin            | Chine      | Russie     | États-Unis |
| 2014 Détails | Chine Pékin            | États-Unis | Italie     | Australie  |
| 2015 Détails | Chine Pékin            | États-Unis | Australie  | Pays-Bas   |
| 2016 Détails | Chine Shanghai         | États-Unis | Espagne    | Australie  |
| 2017 Détails | Chine Shanghai         | États-Unis | Canada     | Russie     |
| 2018 Détails | Chine Kunshan          | États-Unis | Pays-Bas   | Russie     |
| 2019 Détails | Hongrie Budapest       | États-Unis | Italie     | Russie     |
| 2021 Détails | Grèce Athènes          | États-Unis | Hongrie    | Russie     |
| 2022 Détails | Santa Cruz de Tenerife | Espagne    | Hongrie    | États-Unis |
| 2023 Détails |                        |            |            |            |

Tableau des médailles
| Rang | Nation     | Or | Argent | Bronze | Total |
| ---- | ---------- | -- | ------ | ------ | ----- |
| 1    | États-Unis | 14 | 1      | 2      | 17    |
| 2    | Russie     | 1  | 2      | 5      | 8     |
| 3    | Espagne    | 1  | 1      | 0      | 2     |
| 4    | Grèce      | 1  | 0      | 3      | 4     |
| 5    | Chine      | 1  | 0      | 0      | 1     |
| 6    | Australie  | 0  | 4      | 6      | 10    |
| 7    | Italie     | 0  | 4      | 1      | 5     |
| 8    | Hongrie    | 0  | 3      | 0      | 3     |
| 9    | Canada     | 0  | 2      | 0      | 2     |
| 10   | Pays-Bas   | 0  | 1      | 1      | 2     |